# Alfonso de Córdoba
Alfonso de Córdoba, noto anche come Alfonso de Egea o Alfonso di Siviglia (Ejea de los Caballeros o Saragozza, XIV secolo – Siviglia, 9 giugno 1417) è stato un vescovo aragonese, che ha servito in varie diocesi della Castiglia, nonché come patriarca latino di Costantinopoli dal 1408 al 1417.
Alcuni autori ritengono appartenga alla stirpe nobile dei Fernández de Córdoba.

## Biografia
Nato a Saragozza o Ejea de los Caballeros, secondo il cronachista Gil González Dávila non si hanno notizie dei suoi genitori o della loro istruzione, mentre secondo Francisco Ruano, un vescovo di Avila intorno al 1397, coincidente con Alonso de Egea, era un membro del Fernández de Córdoba e nipote del vescovo Alfonso de Córdoba (Alfonso I d'Àvila).
Era un uditore dell'Udienza Reale nel 1390. Durante lo scisma d'Occidente, fu sostenitore e servitore del papa di Avignone, Benedetto XIII; infatti, fu il suo braccio destro per tutta la vita e Benedetto gli affidò l'episcopato di Zamora e il titolo di patriarca latino di Costantinopoli. Fu il suo nunzio in Castiglia nel 1397. Nel 1403, Enrico III di Castiglia tornì ad obbedire la sede di Avignone e accettò la proposta del papa di nominare Alfonso per la sede metropolitana di Siviglia. Il prelato fu ben accolto a Siviglia, perché aveva avuto grande preparazione ed esperienza al fianco di Benedetto XIII. Sebbene ci sia stato un ritardo nell'insediamento, precedentemente attribuito a un possibile rifiuto da parte del capitolo della cattedrale, questo motivo è stato poi escluso. Fu amministratore apostolico di Siviglia fino alla sua morte nel 1417; nel 1410 convocò un sinodo provinciale che lasciò un buon ricordo nell'arcidiocesi, ma nel 1416 la Castiglia ritrattò nuovamente l'obbedienza a Benedetto XIII, il che portò a uno scontro con i seguaci dell'antipapa, compreso l'Egeo, e i sovrani decisero di utilizzare per i concili altri chierici a loro legati.
Inoltre, Alfonso fu molto attivo in campo diplomatico tra il 1405 e il 1410. Fu ambasciatore spagnolo per lo Scisma d'Occidente: nel 1405 partecipò al concilio di Perpignan per discutere la riunificazione della Chiesa; nel 1406, con l'arcivescovo di Toledo e altri prelati, andò contro l'editto del re Enrico secondo il quale Benedetto XIII non potesse ottenere obbedienza o non dovesse essere preso in considerazione in Castiglia. Nel febbraio 1410 fu a Barcellona per motivi diplomatici, dove espresse il desiderio di tornare a Siviglia per trascorrere i suoi ultimi giorni, non prima però di prendere parte alla conquista di Antequera da parte dell'infante Ferdinando, futuro re d'Aragona. Nel maggio 1414 lasciò la diplomazia per motivi di salute.
Morto il 9 giugno 1417, fu sepolto nella cattedrale di Siviglia, nella cappella di San Laureano, da lui fondata grazie ad una bolla di Benedetto XIII donata a Peñíscola nel novembre 1411.